# Nobatie
IVe siècle – VIIe siècle
Entités précédentes :
- Royaume de Méroé

Entités suivantes :
- Makurie

La Nobatie, ou Nobadie ou « royaume des Nobades » (une tribu nubienne), est un royaume situé dans ce qui serait aujourd'hui le nord du Soudan et sud de l'Égypte. Il est l'un des trois royaumes nubiens qui ont émergé après la chute du royaume de Méroé qui avait dominé la région de -800 à l'an 350. Le royaume de Nobatie s'étendait de la première à la troisième cataracte du Nil et sa capitale était Pachoras.
La Nobatie intègre le royaume de Makurie au début du VIIe siècle et est coupée du reste de la chrétienté après la conquête de l'Égypte par les armées musulmanes. En 651, elle est à son tour envahie par une armée arabe, mais celle-ci est repoussée et un traité de paix connu sous le nom de Baqt est signé et s'étend jusqu'au XIIIe siècle. La région connait une période de prospérité de 750 à 1150 sous domination de la Makurie.

## Histoire

### Origine
La première mention connue des Nobades est faite par Ératosthène qui désigne un peuple nomade sous le nom de Noubai et se trouvant à l'ouest du Nil. Cette localisation s'oppose aux recherches linguistiques qui situent le foyer originel des langues nubiennes dans les régions du Darfour et Kordofan.
La Nobatie fut probablement fondée par les Nobades, invités dans la région par l'empereur romain Dioclétien pour aider les Romains à défaire, en l'an 297, les Blemmyes qui avaient soutenu l'usurpateur Firmus.
Avant le IVe siècle, les Nobades prennent le contrôle de plusieurs villes kouchites. Les relations avec la nouvelle dynastie de Méroé sont méconnues, cependant les Nobades sont représentés sous forme de captifs et d'esclaves. Le nom Nobade dérivant lui-même d'un mot méroïtique signifiant esclave témoigne de tensions et d'un rapport de force en faveur des Méroïtes. Cependant, au cours du IVe siècle, s'établissent en nombre dans la moyenne vallée du Nil, formant la Nobatie. Le nord de ce qui allait devenir la Nobatie (le Dodekashoinos de l’Égypte romaine) était contrôlé par les Blemmyes du milieu du IVe siècle jusqu'à sa conquête par le roi Silko vers 450. À partir de cette date, les texte ne parlent plus de Noba ou Noubai mais de Nobades,.
Sur le plan archéologique, la Nobatie ancienne correspond à la culture Ballana (en) que les archéologues associent à celle du groupe X (en). Ces deux cultures s'expriment de 350 à 550, elles sont caractérisées par l'abandon des pyramides funéraires et leur remplacement par de grandes et riches sépultures en forme de tumulus pour la culture Ballana, et par des sépultures beaucoup plus modestes pour le groupe X. En 2020, ces deux terminologies sont abandonnées et les deux cultures sont réunies sous le terme de postméroïtique.

### Fondation

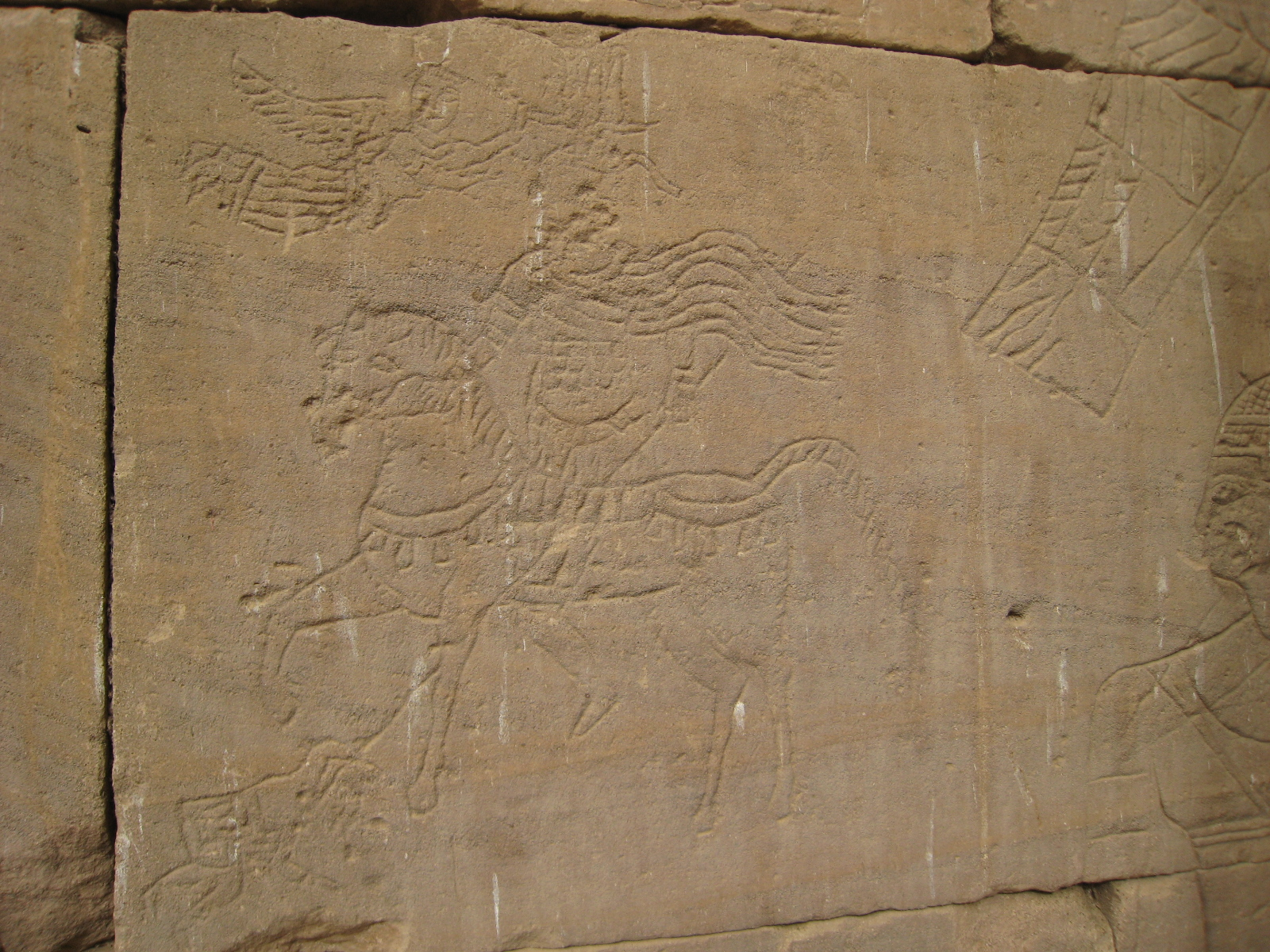
Le roi Silko à cheval transperce un ennemi couché, une victoire ailée lui appose la couronne portée par le dieu Mandoulis (couronne des pharaons de la période tardive)

Du IVe au Ve siècle, Blemmyes et Nobades continuent à harceler le sud de l’Égypte, mais guerroient également entre eux jusqu'à ce que les Nobades remportent une grande victoire sur les Blemmyes et les chassent de leur capitale religieuse située à Kalabsha. Les Blemmyes se réfugient alors dans le désert à l'est du Nil. 
À l'entrée du Temple de Kalabsha, une inscription en grec, datée d'environ 450 rend compte de cette victoire. Elle glorifie Silko, roi des Nobades, et proclame son triomphe sur les Blemmyes. La représentation du roi Silko portant la couronne des pharaons indique clairement qu'il ne s'était pas encore converti au christianisme. Dans l'inscription en grec, Silko porte le titre de basiliskos (« petit roi » en grec), l'utilisation de ce terme pourrait laisser penser que Silko souhaitait se placer à un rang inférieur à celui du Basileus. Silko aurait été inhumé dans une des sépultures de Ballana.
Un traité signé avec les romains en 451 fait des Nobades un peuple fédéré chargé de protéger Qasr Ibrim et le sud de l’Égypte romaine (traité de Philæ), le traité est rompu peu de temps plus tard mais réimposé par le préfet d’Égypte Florus en 453. Les Nobades resteront peuple fédéré au moins jusqu'au milieu du VIe siècle. Cette relation privilégiée avec l’Égypte romaine favorisera le développement du christianisme en Nobatie. 
En 524, l'empereur Justin Ier menace d'envoyer une expédition punitive composée de Blemmyes et de Nobades contre le royaume d'Himyar, la mention de ces deux peuples pourrait indiquer qu'ils étaient fédérés de l'empire romain durant cette première moitié du VIe siècle. 
Jusqu'au début du VIe siècle, la capitale est établie à Qasr Ibrim, une ville fortifiée et probablement la plus riche de la région durant cette première période. La capitale se déplace à Faras au début du VIe siècle, le roi de Nobatie y réside dans son palais. 

### La Nobatie chrétienne

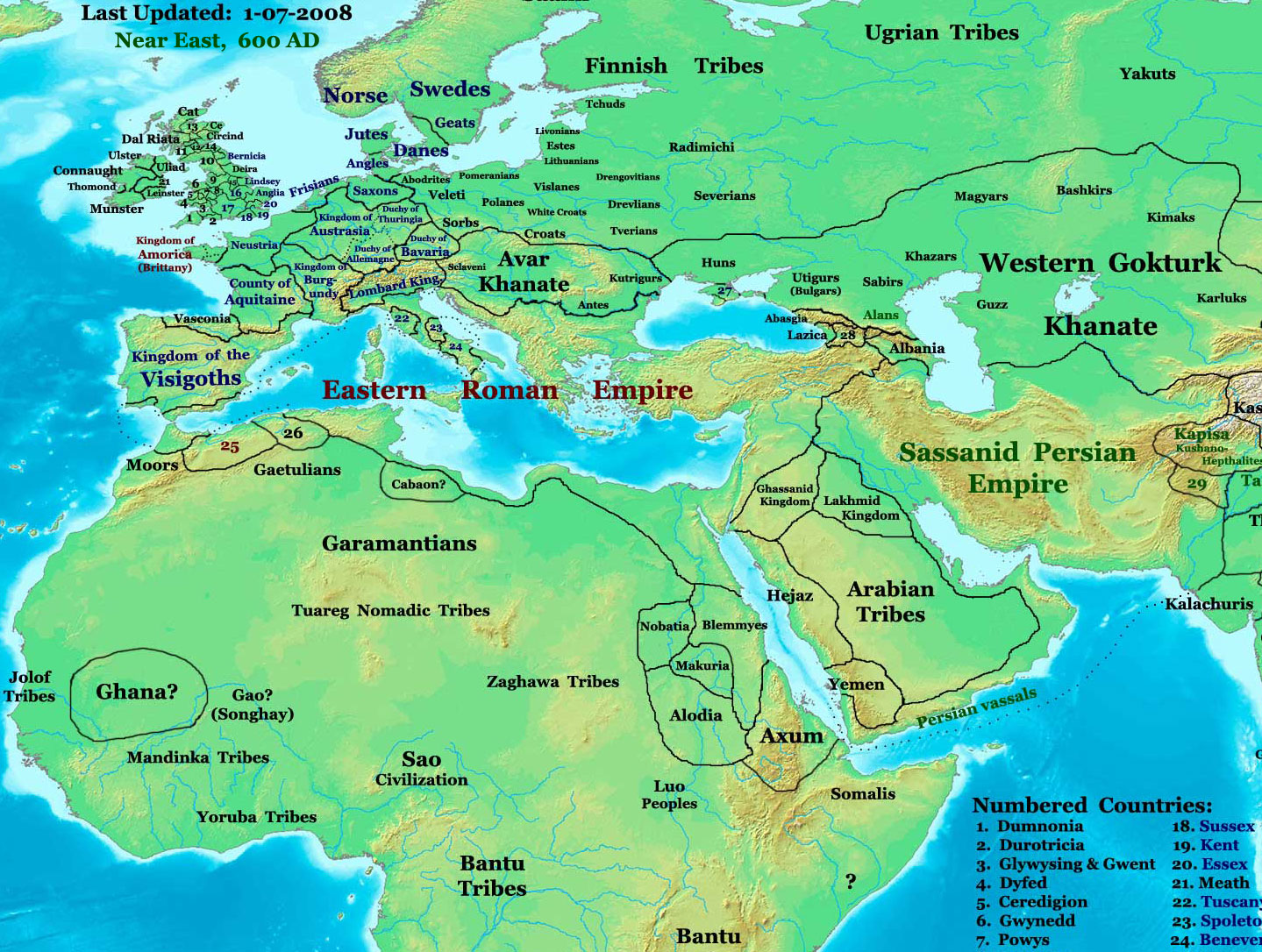
La Nobatie en l'an 600, au sud de l'Empire romain d'Orient.

La chute du royaume de Koush et sa dislocation fait émerger deux royaumes nubiens en parallèle de la Nobatie : la Makurie et le royaume d'Alodie. Le processus de leur formation est indéterminé, cependant ils semblent s'être constitués par agrégation de chefferies locales. Ces dans ce contexte où trois royaumes s'étalent du nord au sud le long du Nil que les premières missions d'évangélisation byzantines se produisent. Toutefois, le christianisme était probablement déjà présent dans cette région avant le Ve siècle et sa christianisation relève d'un processus d'acculturation plus lent et progressif,:
- les fouilles archéologiques révélèrent la présence d'une église sous le palais royal de Pakhoras ;
- ermitages et monastères datant du Ve siècle ont été également découverts dans cette région.

Cette présence précoce de chrétiens pourraient s'expliquer initialement par l'émigration de chrétiens persécutés en Égypte romaine, puis par l'influence de l’Égypte devenue chrétienne depuis l'édit de Thessalonique, le général Narsès ayant supprimé tous les lieux de culte non chrétiens au sud de l’Égypte sur ordre de l'empereur Justinien Ier.
La nouvelle religion s'officialise en 543 par la conversion du roi de Nobatie au christianisme monophysite. La Nobatie adopte ainsi la même religion que les Égyptiens, ce qui aura une influence sur l'architecture et l'art des Nobades. Par sa conversion au christianisme, le roi rattache son royaume à la civilisation méditerranéenne, il en emprunte également l'écriture et la langue, son administration utilisant le grec et le copte.
Faras est la capitale du royaume, c'est une ville fortifiée densément peuplée, siège d'un évêché et comportant des constructions palatiales. Quatre autres villes constituent des capitales régionales : Qasr Ibrim, Kalabchah, siège d'une exarchat, Gebel Sesi, Firkinarti. Ces quatre villes sont fortifiées. Trois nouvelles fondations, Sabagura, Ikhmindi et Sheikh Daud, également fortifiées complètent ce réseau urbain.
Dès la fin du VIe siècle, les Nobades réutilisent d'anciens temples païens pour installer églises et monastères (Philæ, Qasr Ibrim, Dendour, Nilwa, Kalabchah).

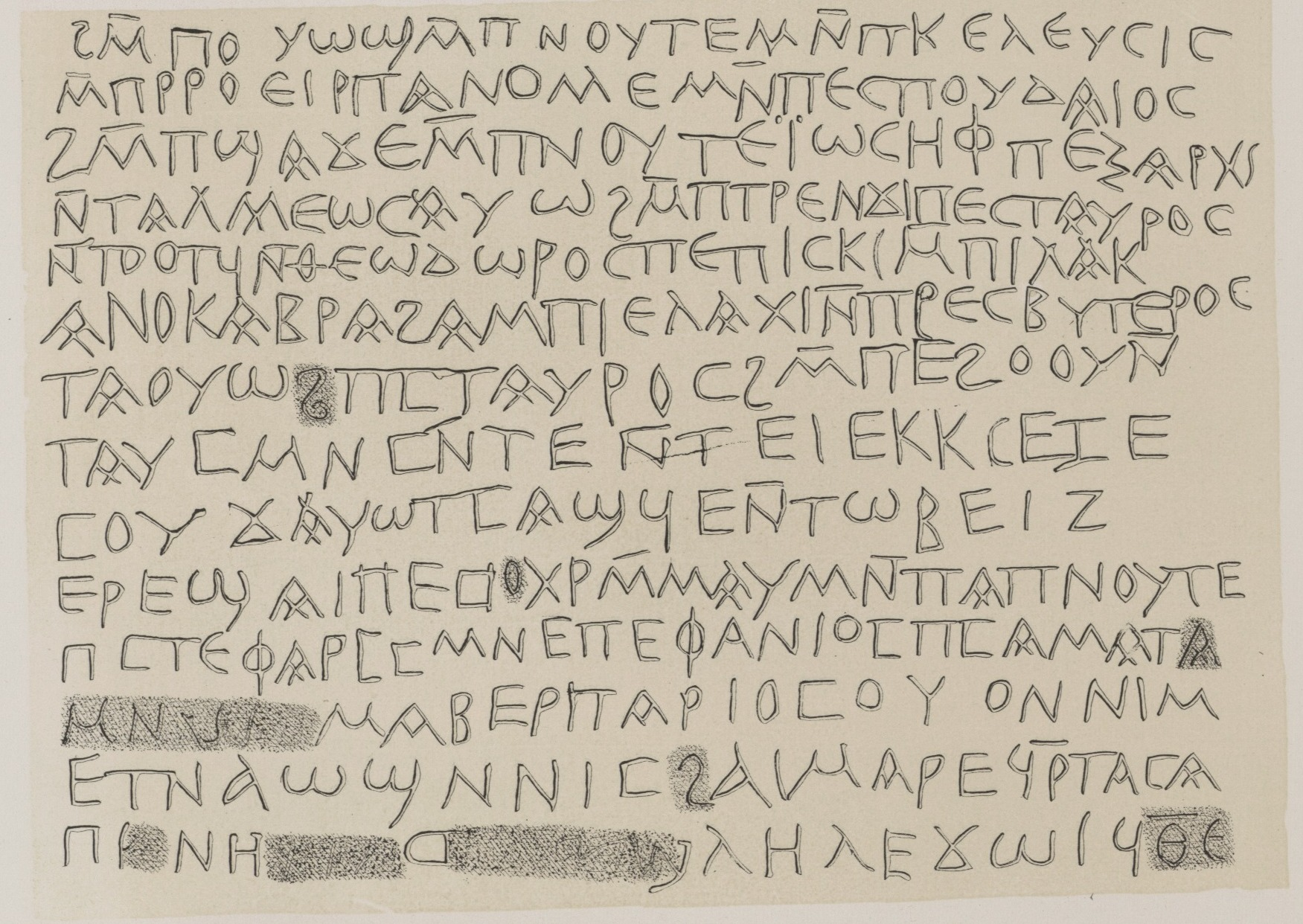
Inscription en copte datant du milieu du VIe siècle commémorant la conversion du temple de Dendour en église.

En 616, l’Égypte est envahie par les Sassanides, qui sont refoulés par l'empereur Héraclius en 629. Plusieurs historiens estiment que la réunion des royaumes de Nobatie et de Makurie aurait été effectuée durant la phase de domination de l’Égypte par les Sassanides.

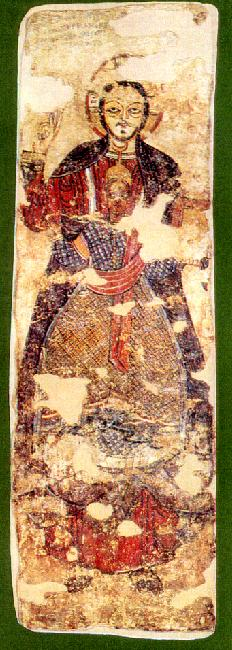
Éparque sous la protection du Christ

### La Nobatie, province du royaume de Makurie
La Nobatie n'est plus alors qu'une province du royaume de Makurie, elle est dirigée par un éparque, terminologie inspirée de l'éparque de Constantinople. L'éparque de Nobatie porte parfois le titre de « domestikos de Pakhoras ». Leur siège est dans un premier temps situé à Faras, puis migre vers Qasr Ibrim (certains textes de cette époque situent également l'une de ses résidences à Meinarti). Les éparques ont le double rôle d'administrateur de la province et de représentant du royaume vis à vis de l’Égypte voisine. Les éparques sont généralement représentés coiffés d'une couronne ornée de deux cornes et parfois surmontée d'un croissant ou d'une croix (S. Jakobielski en a étudié les diverses formes et attributions). Cette représentation est présente sur les fresques découvertes à Faras, Abd el Qadir, ou Banganarti.
La Nobatie semble avoir maintenu une certaine autonomie dans le nouvel État. Les éparques étaient initialement nommés, mais semblent s'être constitués en dynastie dans la dernière période. Certains de leurs documents ont été trouvés à Qasr Ibrim, montrant que leurs pouvoirs étaient très étendus. Toutefois, certains écrivains arabes font référence au nouveau royaume uni sous l'appellation de « Royaume de Makurie et Nobatie », ce qui pourrait impliquer une double monarchie au moins pour certaines périodes.
La nobatie subit alors l'influence culturelle de la Makurie. La cathédrale de Faras est édifiée en 707 sur le modèle de la cathédrale de Dongola.
L’Égypte est envahie en 641 par les armées arabes. Elles attaquent la Makurie — déjà unifiée dans les récits arabes — en 642, elles sont repoussées mais attaquent de nouveau en 651, elles font alors le siège de Dongola, l'affrontement se termine par un traité entre les deux belligérants : le Baqt . Ce traité restera en vigueur durant sept siècles entre les royaumes chrétiens de Nubie et l’Égypte. 
La Nobatie était la partie de la Nubie la plus proche de l'Égypte et a donc été la plus soumise aux pressions de l'arabisation et l'islamisation. Au fil du temps, la population de Nobatie s'est progressivement convertie et alliée avec les clans arabes tels que les Banu Kanz, bien que certains soient restés indépendants dans le royaume chrétien de Dotawo jusqu'à sa conquête par le Sennar en 1504.

## Dirigeants

### Rois de Nobatie
- Charamadoye, vers 410/20
- Silko, vers 536-555[35]
- Aburni, vers 550[35]
- Eirpanomé, vers 559/574[35]
- Tokiltoéton, vers 577[35]
- Orfiulo (Wrpywl), cité par Jean d'Éphèse vers 580.
- Zacharias, vers 645-655

À la suite de l'annexion du royaume par la Makurie en 701, les rois de Nobatie sont les souverains de Makurie[réf. nécessaire].

### Éparques de Nobatie
Les éparques étaient aussi vice-rois du royaume de Makurie-Nobatie.
- Iesu, vers 930
- Iesu II, vers 1175
- Mari Kuda, vers 1260-1276
- Urrosi, vers 1290

## Religion

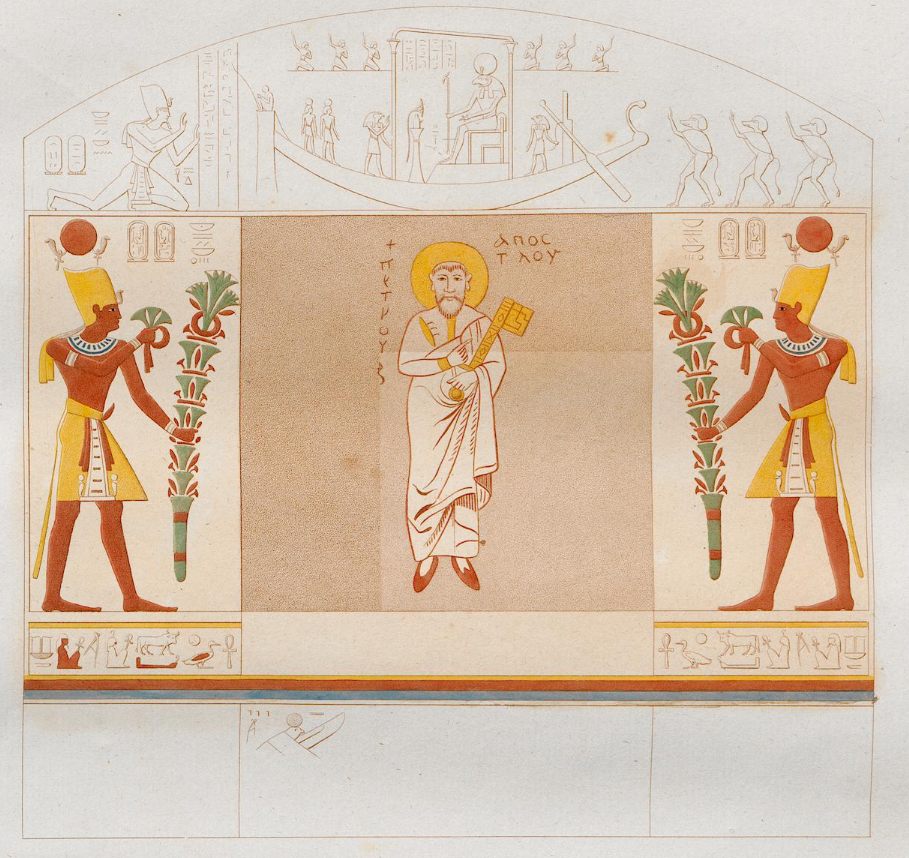
Représentation de l'apôtre Pierre dans le temple de Wadi es-Sebua.

Les Nobades sont mentionnés durant les périodes ptolémaïque, romaine et byzantine au temple de Philæ, alors lieu de rencontres pacifiques entre les Égyptiens et les tribus nubiennes. Lorsque les cultes païens sont interdits dans l'Empire romain, le culte d'Isis reste autorisé à Philæ pour les seuls Nubiens, qui peuvent même emprunter la statue de la déesse et l'emporter dans leur pays à partir de 453. Cette tolérance prend fin sous le règne de l'empereur Justinien Ier, vers 535, le général Narsès ferme le temple de Philæ et en chasse les derniers prêtres.
La religion chrétienne semble s'être installée assez tôt dans ce territoire, des fouilles archéologiques y ont mis en évidence la présence d'églises, de monastères et d'ermitages dès la fin du Ve siècle.
En 543, le missionnaire monophysite Julien envoyé par l'impératrice Théodora convertit le roi des Nobades (probablement Eirpanome) au christianisme monophysite ; ses successeurs conserveront cette religion et se feront également baptiser. 
Julien devance de peu l'envoyé de l'empereur Justinien Ier qui souhaitait convertir la Nobatie à sa propre religion, le christianisme melchite (chalcédonien ou dyophysite). La Nobatie sera donc monophysite comme l'Alodie, convertie par l'évêque Longin. À l'inverse, l'historien Claude Rilly émet l'hypothèse que la Makurie aurait été convertie au christianisme melchite par un envoyé de Justinien. Cette différence de religion pourrait expliquer l'hostilité de la Makurie envers la Nobatie et l'Alodie durant la deuxième moitié du VIe siècle. Elle expliquerait également pourquoi l'on ressent l'influence égyptienne en Nobatie et Alodie et l'influence byzantine en Makurie.
Julien reste deux années en Nobatie puis repart à Constantinople, il laisse le royaume sous l'autorité religieuse de l'évêque de Philæ, Theodoros qui développe la nouvelle religion dans le nord de la Nobatie. La conversion de temples païens en lieux de culte chrétien seraient probablement de son initiative. En 566, l'archevêque monophysite d'Alexandrie, Theodosius, nomme Longin, premier évêque de Nobatie. Il n'arrivera dans son évêché qu'en 569 et y restera jusqu'en 575. Il y établit le clergé et la liturgie,. Selon certains historiens, il serait également le fondateur de la cathédrale de Qasr Ibrim.

## Culture

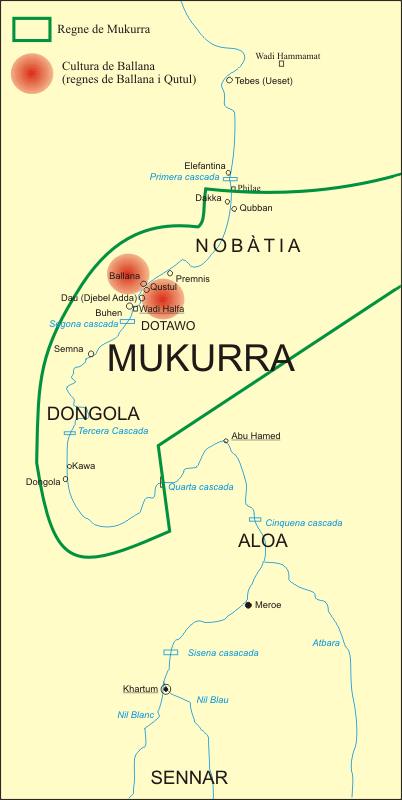
Culture de Ballana

### Chefferies et royaume nobades de 350 à 550
L'archéologie associe les Nobades avec la culture dite de Ballana, qui montre un mélange de culture méditerranéenne et d'éléments méroïtiques. On remarquera notamment les riches inhumations sous tumulus (Ballana, Qustul). Dans les années 1930, les archéologues fouillent et mettent au jour les tombes des rois et des nobles nobades à Ballana, des tumuli si grands, que les archéologues les prennent d'abord pour des collines naturelles. Quand ils commencent à creuser, ils découvrent sous ces monticules de grandes chambres en briques liées entre elles. 
Les chefs Nobades auraient été enterrés sous ces tumuli à partir de 370, les premiers à Qustul, les derniers, dont le roi Silko, à Ballana. 
Quand un roi mourait, une salle était remplie d'offrandes de nourriture et de boissons, et une autre avec ses outils et ses armes. Dans certaines chambres, les archéologues ont trouvé les restes de la reine et de tous ses serviteurs, sacrifiés quand le roi mourait. Les rois ont été enterrés avec tous leurs plus beaux atours et portaient sur leurs têtes de belles couronnes d'argent incrustées de bijoux. Après que le tombeau fut scellé, le passage qui conduit à l'entrée était rempli par les cadavres d'animaux abattus : chevaux, chameaux, ânes et chiens. Les grandes tombes renfermaient jusqu'à dix-sept sacrifiés humains. La plupart des objets retrouvés dans les tombes étaient des importations en provenance d'Égypte. 

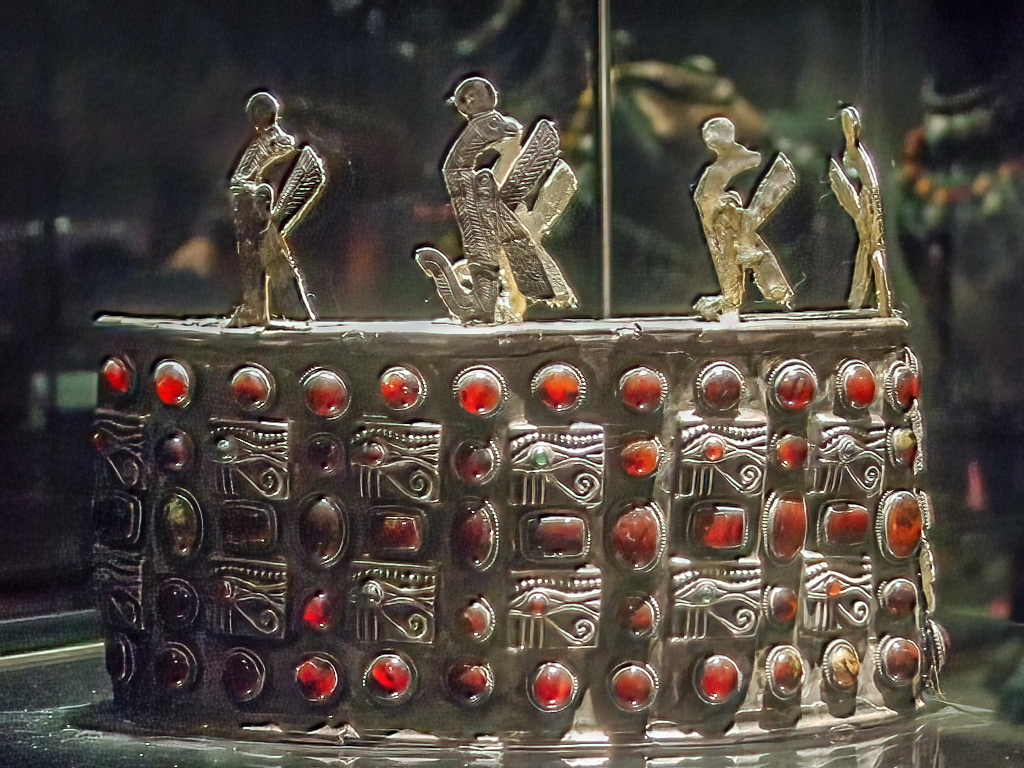
Couronne royale post-méroitique découverte dans une tombe de Ballana (Musée nubien d'Assouan)

Quelques tombes de Ballana contiennent déjà des indices de conversion au christianisme (croix en or, coffret orné du Christ et des apôtres datés du Ve ou VIe siècles).
Malheureusement, le barrage d'Assouan a inondé toutes ces tombes dans les années 1960.

### Royaume chrétien de Nobatie après 550
Après la conversion de la Nobatie au christianisme, les sépultures se simplifient, dans des fosses étroites on ne trouve plus les richesses accumulées dans les tombes précédentes.
La culture du royaume de Nobatie est surtout connue par les fresques découvertes dans la cathédrale de Faras lors des fouilles de sauvetage effectuées avant immersion du site sous le lac Nasser.
Les plus anciennes fresques découvertes datent du IXe siècle, leur style est influencé par l'art de l’Alexandrie hellénistique. Celles datées du Xe siècle se rattacheraient à la culture de la Syrie et de la Palestine. Les plus récentes, du XIe siècle, seraient d'inspiration byzantine.

Peintures murales de la cathédrale de Faras (Musée national de Varsovie)
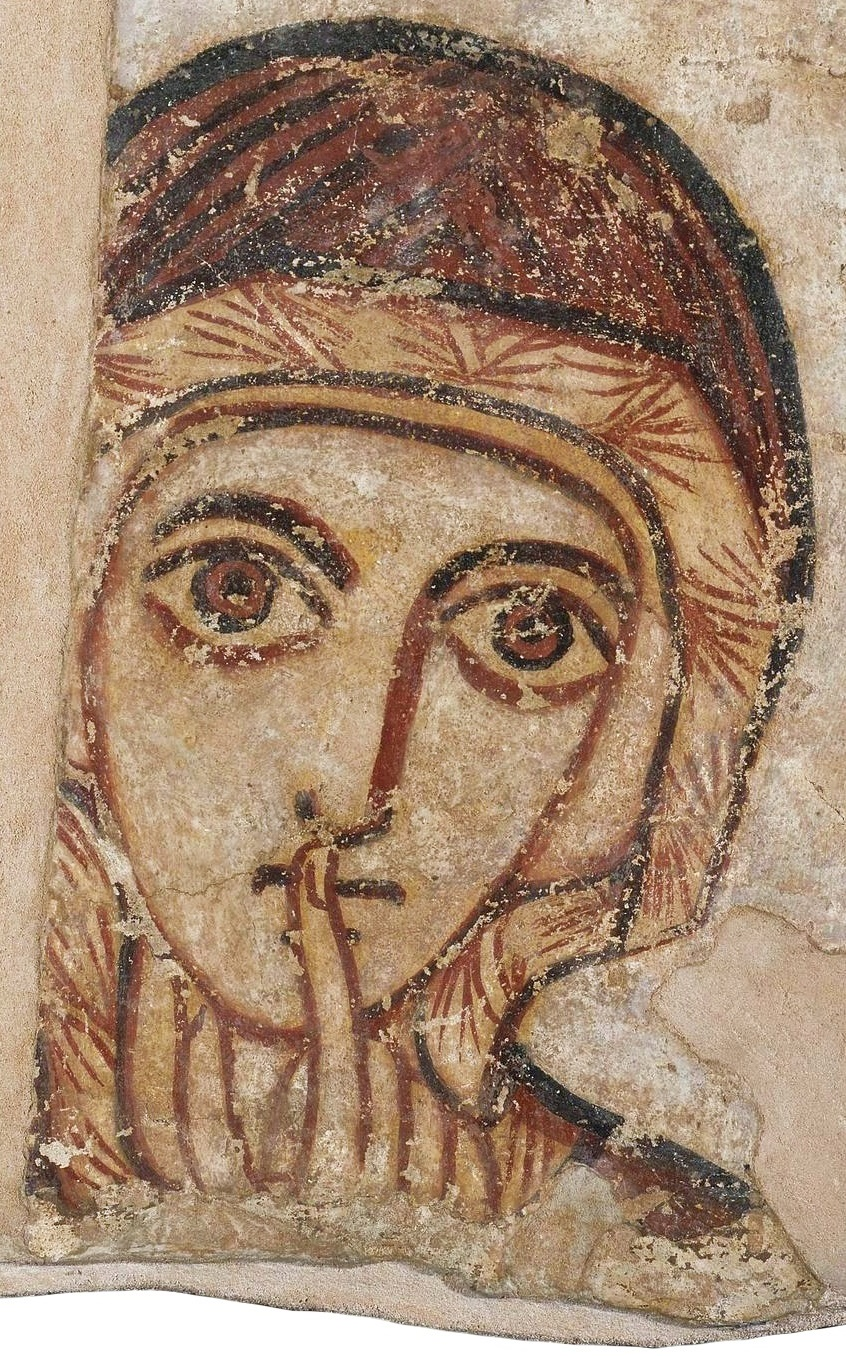
Sainte-Anne, VIIIe siècle
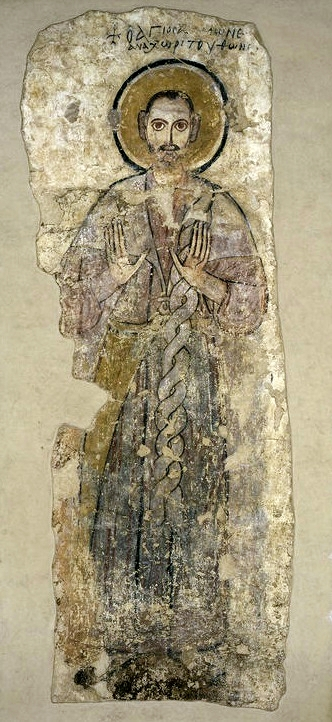
L'ermite Ammonios (Amone) de Thone (Tuna el-Gebel), IXe siècle
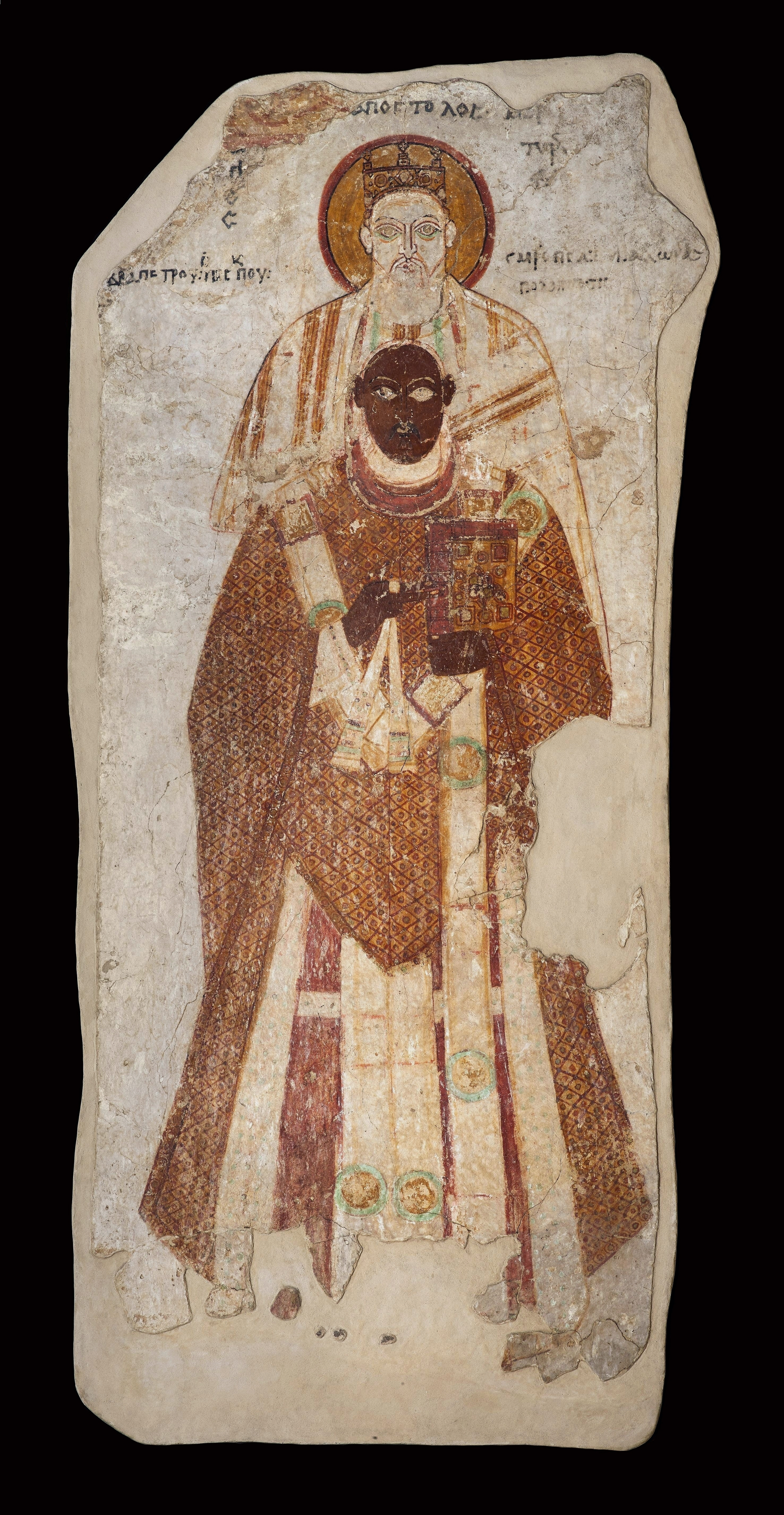
L'évêque Petros avec Saint Pierre, Xe siècle
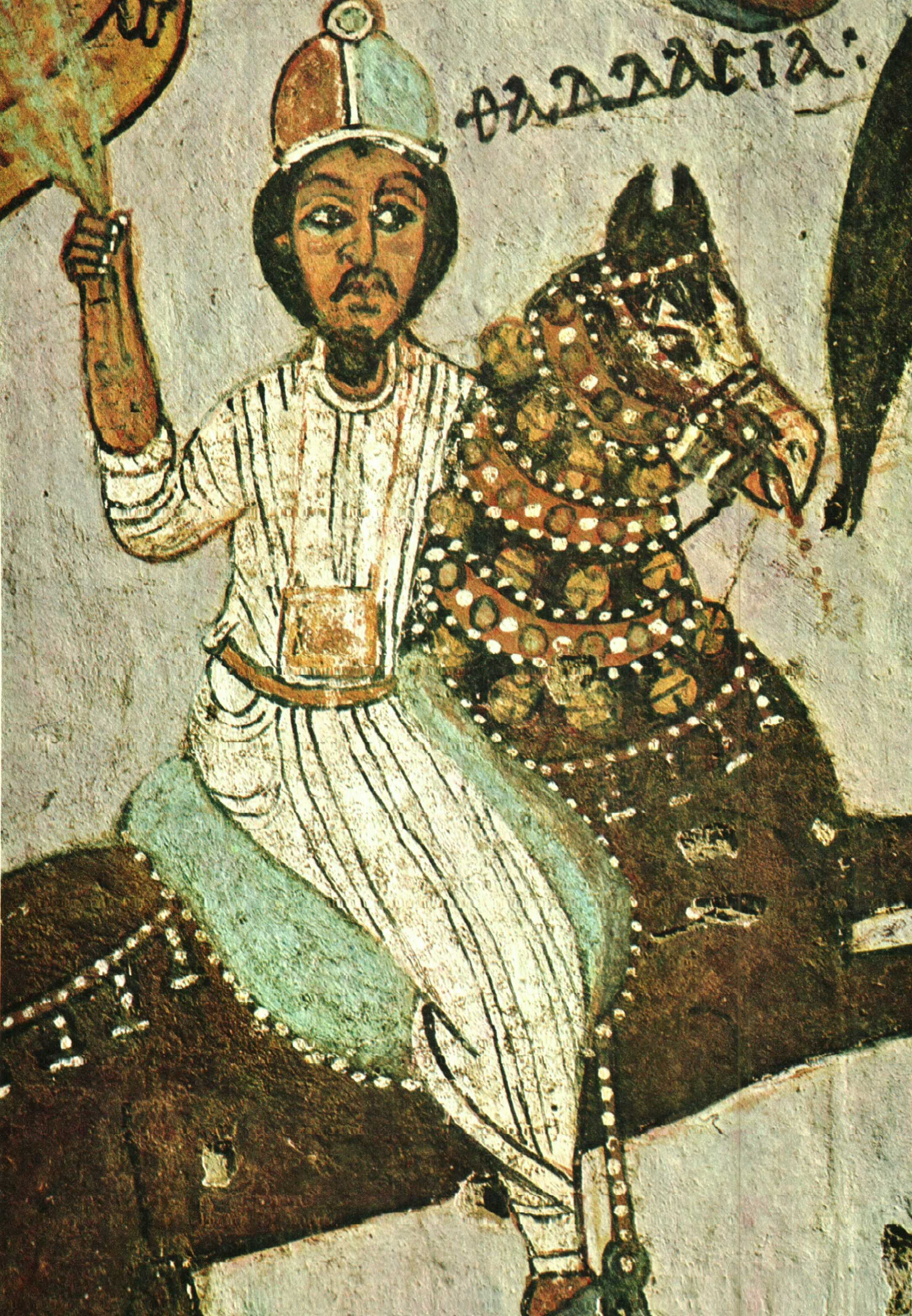
Roi mage, XIe siècle